# 사냥의 시간
《사냥의 시간》은 2020년에 공개된 대한민국의 영화로, 《파수꾼》을 연출한 윤성현 감독의 두 번째 장편 영화이다. 이제훈, 안재홍, 최우식, 박정민, 박해수가 출연한다.
2020년 2월 제70회 베를린 국제 영화제에서 전 세계 최초로 공개되었다. 극장 개봉 예정이었으나 취소되었고 2020년 4월 23일 넷플릭스를 통해 공개되었다.

## 줄거리
디스토피아적 대한민국에서 준석은 친구들과 함께 실패한 강도 사건으로 수감된 후 풀려난다. 대한민국 원은 폭락하여 그들이 얻은 전리품은 사실상 가치가 없게 된다. 준석은 비참한 상황에서 벗어나기 위해 절친한 친구인 장호와 기훈에게 마지막 강도 사건을 제안한다. 그들의 목표는 거액의 미국 달러를 보관하고 있는 불법 카지노이다. 세 사람은 그곳에서 일하는 직원 상수를 영입한다. 준석의 지인 봉식에게서 총기를 구한 네 사람은 강도 사건을 진행한다. 혼란스러운 상황에도 불구하고 강도는 결국 성공한다. 그들은 거액의 현금과 도박장의 감시 하드 드라이브를 가져간다.
상수가 의심을 사지 않기 위해 잠시 계속 일하기로 결정한 후, 나머지 세 사람은 기훈의 부모님 댁으로 떠난다. 이들은 알지 못했지만, 하드 드라이브에는 도박장 주인과 다양한 범죄자들 사이의 수상한 거래 영상이 담겨 있었다. 도박장 주인은 전직 경찰관 출신인 청부 살인자 한을 고용하여 드라이브를 회수한다. 한은 봉식을 찾아가 준석에게 전화하여 세 사람의 현재 위치를 밝히도록 강요하고 그를 죽인다. 한은 화면 밖에서 상수를 죽이고 그의 휴대폰을 가져간다. 준석은 악몽에서 깨어나 술집으로 간다. 그는 상수의 휴대폰으로 여러 통의 전화를 받는다. 다른 사람이 휴대폰을 가지고 있음을 깨닫고 장호와 기훈을 만나 도망치라고 촉구한다. 세 사람이 주차장을 떠나자 한은 장호를 쏴 차가 충돌한다. 한은 사냥을 길게 하기 위해 그들에게 5분 먼저 도망갈 시간을 준다.
그들은 장호의 부상을 치료하기 위해 다른 도시의 병원으로 차를 몰고 간다. 한은 도시의 감시 시스템을 이용하여 병원을 찾아낸다. 준석은 그가 오는 것을 본다. 세 사람은 한을 피하고 그의 차를 타고 도망치면서 그가 경찰관임을 깨닫는다. 그들은 그와 거래를 시도하지만 그는 거부한다. 한은 경찰에 체포되지만 경찰서장의 명령으로 풀려난다. 세 사람은 항구에 도착하여 새벽까지 머물러야 한다. 부모님이 곤경에 처했다고 의심한 기훈은 부모님 집으로 돌아간다. 준석은 황혼에 돌아와 입구 근처에서 알 수 없는 차를 보고 한이 도착했음을 깨닫는다. 준석과 장호는 한을 피해 근처 차로 달려가지만 장호가 차를 시동 걸기 전에 한이 그들을 쏜다. 준석은 한과 싸우는 것이 탈출할 유일한 기회라고 말한다.
이어지는 총격전에서 한은 장호를 여러 번 쏘고, 장호는 결국 부상으로 사망한다. 준석이 한에게 살해당하려 할 때, 봉식의 형 봉수가 이끄는 복면을 쓴 남자들이 한을 죽이기 위해 도착한다. 복면을 쓴 남자들은 한을 여러 번 쏘고 그는 바다에 떨어진다. 새벽에 준석은 배를 타고 켄팅, 중화민국으로 간다. 그의 연락책들은 한이 살아남았다고 알려주고, 준석은 기훈의 안부를 묻지 않기로 결정하지만, 기훈이 집으로 돌아간 후 사망했음이 암시된다. 도망치는 것으로는 결코 자유로워질 수 없다고 판단한 준석은 훈련하고 무장하여 한을 영원히 상대하기 위해 대한민국으로 돌아온다.

## 개봉
2020년 2월 26일 전국 극장을 통해 개봉될 예정이었으나, 코로나19 범유행으로 인해 극장 개봉이 전면 취소되었다. 이후 2020년 4월 10일에 넷플릭스를 통해 전 세계 동시 공개될 예정이었다. 그러나 2020년 4월 8일, 서울중앙지법이 영화의 국외 상영금지가처분 소송(콘텐츠 판다가 리틀빅픽처스를 상대로 제기)을 인용하면서, 넷플릭스 측은 4월 10일 공개를 취소함과 동시에 영화 공개를 잠정 보류시킨 바 있다.

## 캐스팅
- 이제훈 : 준석 역
- 안재홍 : 장호 역
- 최우식 : 기훈 역
- 박정민 : 상수 역
- 박해수 : 한 역
- 이항나 : 기훈엄마 역
- 승의열 : 기훈아빠 역
- 송요셉 : 경비실장 역
- 배제기 : 태근 역
- 김대근 : 도박장 조직원 4 역
- 조성하 : 봉식 봉수 역 (특별출연)
- 김원해 : 빈대 역 (특별출연)
- 최희도 : 경비원2 역

## 같이 보기
- 2020년 대한민국의 영화 목록